# Balakrishnan Rajagopal
Balakrishnan Rajagopal (* vor 1990) ist ein US-amerikanischer Rechtswissenschaftler und Menschenrechtsexperte. Er ist seit 2020 UN-Sonderberichterstatter für das Menschenrecht von Recht auf angemessenes Wohnen.

## Ausbildung
Balakrishnan Rajagopal absolvierte sein juristisches Grundstudium University of Madras in Chennai (Tamil Nadu). An der American University erwarb er seinen Master, an der Harvard Law School promovierte er in Rechtswissenschaften.

## Karriere
Er ist Professor für Recht und Entwicklung im Department of Urban Studies and Planning am Massachusetts Institute of Technology (MIT).
Er ist Gründer des Displacement Research and Action Network am MIT, das Forschungsprojekte und Projekte mit Gemeinschaften, Nichtregierungsorganisationen und lokalen wie nationalen Autoritäten durchführt. Er forschte über 20 Jahre zu sozialen Bewegungen und war anwaltlich auf der ganzen Welt tätig v. a. im Bereich Land- und Eigentumsrechte, Räumungen und Vertreibungen.
Prof. Rajagopal war Berater für Menschenrechte in der  Weltkommission für Staudämme (1998 bis 2001) und beriet zahlreiche Regierungen und UN-Organisationen in Menschenrechtsfragen. In den 1990er Jahren arbeitete er für den UN-Hochkommissar für Menschenrechte in Kambodscha, wo er verantwortlich für das Monitoring, die Forschung, Ausbildung, Rechtsvertretung und Unterstützung der nationalen Autoritäten bei der Abfassung von Gesetzen.
Er war Gastprofessor und Fellow an vielen renommierten Institutionen auf der ganzen Welt, wo er Vorlesungen aus allen Bereichen seiner Expertise hielt, u. a.  am Brandeis Institute for International Judges, auf der dritten Inter-American Conference on Human Rights in Bogota, am Human Rights Law Resource Center in Melbourne, an der UN-Universität für den Frieden in Costa Rica, am Wissenschaftskolleg zu Berlin, an der Northeastern University School of Law in Boston, an der  San Diego State University, am Nigerian Institute for Advanced Legal Studies oder den australischen und neuseeländischen Fachgesellschaften für internationales Recht.

## Sonstige Aufgaben
Seit 1. Mai 2020 ist Balakrishnan Rajagopal als Nachfolger der Kanadierin Leilani Farha UN-Sonderberichterstatter für das Menschenrecht auf angemessenes Wohnen beim UN-Menschenrechtsrat.

## Veröffentlichungen (Auswahl)
- [Development theories, old and new and their implications for human rights, November 2021] doi:10.4337/9781781005972.00008
- [The Violence of Development, Oktober 2018] doi:10.4324/9780429493744-32
- [International Law and Social Movements: Challenges of Theorizing Resistance, November 2017] doi:10.4324/9781351155526-10
- Housing: Segregation continues to undermine human rights, says UN expert, 17. März 2022
- Report of the Special Rapporteur on adequate housing as a component of the right to an adequate standard of living, and on the right to non-discrimination in this context, Balakrishnan Rajagopal, 19. Juli 2022
- India: UN expert raises alarm over mass evictions of Delhi railway track dwellers, 28. September 2020